# Lutz Heusinger
Lutz Heusinger (* 9. Dezember 1939) ist ein deutscher Kunsthistoriker.

## Leben
Nach der Promotion zum Dr. phil. am 19. Juni 1968 in München war er Assistent in Rom und Berlin.  Ab 1975 leitete er das Bildarchiv Foto Marburg. Ordentlicher Professor war er an der Philipps-Universität Marburg seit 1993.

## Schriften (Auswahl)
- Michelangelo. Leben und Werk in chronologischer Reihenfolge. Bayreuth 1976, OCLC 314378375.
- Die sixtinische Kapelle. Bayreuth 1976, OCLC 750853231.
- Marburger Informations-, Dokumentations- und Administrations-System. Handbuch. München 1994, ISBN 3-598-22087-1.
- Johann Heusinger – Texte und Werke. Marburg 2019.

| Personendaten    | Personendaten             |
| ---------------- | ------------------------- |
| NAME             | Heusinger, Lutz           |
| KURZBESCHREIBUNG | deutscher Kunsthistoriker |
| GEBURTSDATUM     | 9. Dezember 1939          |